# Elodes thoracica
Elodes thoracica är en skalbaggsart som beskrevs av Guerin-memeville 1843. Elodes thoracica ingår i släktet Elodes och familjen mjukbaggar. Inga underarter finns listade i Catalogue of Life.